# Фотон (программа)
«Фотон» (другое название Foton) — текстовый редактор для PC под управлением MS-DOS, созданный во ВНИИНС на основе Multi-Edit v2.01f.

## О программе
Это функциональный текстовый редактор, полностью на русском языке, обладает большими возможностями для того времени:
- многооконный (до 100 окон), окна можно перемещать, изменять их размер;
- размер редактируемого файла до 32 мегабайт;
- возможность отмены любой из 100 последних операций;
- мощный макроязык, с помощью которого можно даже изменять пользовательский интерфейс;
- демонстрационная программа, которую можно запустить перед началом работы;
- контекстно-зависимая помощь;
- поддержка компьютерной мыши;
- механизм поиска и замены с использованием логических операндов;
- есть имитатор DOS (подобие оболочки, где можно копировать, перемещать, удалять, переименовывать, печатать файлы не выходя из редактора);
- автосохранение текста через определенное время;
- возможность рисования линий;
- встроенный калькулятор;
- настройка цветовой палитры;

Являлся удобным в работе в основном для программистов.